# A hét napjai
A hét napjai a társadalmi időbeosztás fontos elemei, egy hónapban körülbelül négyszer ismétlődő ciklust alkotnak.
A babilóniai csillagászok hét égitestet ismertek (Nap, Hold, Merkúr, Vénusz, Mars, Jupiter és Szaturnusz), amelyekről úgy gondolták, hogy a mozdulatlanul álló Föld körül keringenek.
Mindegyik égitest egy-egy isten nevét viselte, amely az adott napot kormányozta. Ezért sok nyelvben a hét napjai nevüket az égitestekről vagy istenekről kapták (ún. planétáris napnevek, például újlatin nyelvek, germán nyelvek).
A manapság használatos hetes csoportosítás a babilóni és a zsidó vallásból öröklődött. A Biblia teremtéstörténete szerint Isten a világot hat nap alatt teremtette (vasárnap-péntek), és a hetedik napon (szombat) megpihent, és ezt a napot ünnepnapnak nyilvánította.
A hétnapos időciklust hivatalosan Nagy Konstantin császár vezette be 321-ben.

## A hét napjainak nevei
| latin név    | jel                             | fordítás         | magyar név | angol név | német név  | francia név | spanyol név | orosz név   | olasz név |
| ------------ | ------------------------------- | ---------------- | ---------- | --------- | ---------- | ----------- | ----------- | ----------- | --------- |
| dies Lunae   | A Hold csillagászati jele       | Hold napja       | hétfő      | Monday    | Montag     | lundi       | lunes       | понедельник | Lunedì    |
| dies Martis  | A Mars csillagászati jele       | Mars napja       | kedd       | Tuesday   | Dienstag   | mardi       | martes      | вторник     | Martedì   |
| dies Mercuri | A Merkúr csillagászati jele     | Merkúr napja     | szerda     | Wednesday | Mittwoch   | mercredi    | miércoles   | среда       | Mercoledì |
| dies Iovis   | A Jupiter csillagászati jele    | Jupiter napja    | csütörtök  | Thursday  | Donnerstag | jeudi       | jueves      | четверг     | Giovedì   |
| dies Veneris | A Vénusz csillagászati jele     | Vénusz napja     | péntek     | Friday    | Freitag    | vendredi    | viernes     | пятница     | Venerdì   |
| dies Saturni | A Szaturnusz csillagászati jele | Szaturnusz napja | szombat    | Saturday  | Samstag    | samedi      | sábado      | суббота     | Sabato    |
| dies Solis   | A Nap csillagászati jele        | a Nap napja      | vasárnap   | Sunday    | Sonntag    | dimanche    | domingo     | воскресенье | Domenica  |

### A latin eredetitől eltérő jelentésű napnevek rövid magyarázata
A hétfő a magyar hét első napja, a hét feje.

Az orosz понедельник ≈ после недели = a неделя (nevű nap) utáni (nap) (valamikor неделя-nak nevezték a vasárnapot).
A kedd magyar szó: második (nap)-ot jelent, a kettő–kettedik rövidülése – az orosz вторник szintén ezt jelenti.

Az angol Tuesday a régi angol „Tiwesdæg” napnévből ered és jelentése „Tiw's Day” = „Tiw (isten) napja”. (Tiw az ógermán *Tîwaz – és a skandináv Týr – háború- és törvény-isten.) Ugyanez mutatható ki a német Dienstag napnévről is.
A magyar szerda (amit a szlávból vettünk át), a német Mittwoch és az orosz среда egyaránt azt jelenti: (a hét) közepe. (Olyan hét esetén, amelyben vasárnap a hét első napja, és szombat a hetedik.) Az angol Wednesday a középkori angol Wednes dei-nek felel meg. Ez nem más, mint az óangol Wōdnesdæg, ami az angol Woden (Wodan) isten napját jelenti (Woden a 7. századig egy angolszász isten). A Wēdnes dæg megfelel a skandináv Oðinsdagr („Odin's day”) napnévnek, amely a latin dies Mercurii egyfajta fordításának tekinthető.
A (szláv eredetű) magyar csütörtök és az orosz четверг egyaránt azt jelenti: negyedik (nap). Az angol Thursday név az óangol Þunresdæg-ből alakult ki: „Thunor's Day” (egyezésben a skandináv Þorsdagr-gal). Thunor és Thor tkp. az ősgermán Thunaraz mennydörgésisten újabb neve. A legtöbb germán nyelvben e nap neve eme isten nevét viseli: dánul, norvégül, svédül Torsdag, németül Donnerstag, hollandul pedig Donderdag.
A magyar péntek eredete vitatott, szláv vagy görög lehet. Lásd: az orosz пятница = az ötödik (nap). Mindkettő a hét ötödik napját jelenti. A germán nyelvekben ez a nap Frigg, Frîja, Frea istennőé, akit a rómaiak ekvivalensnek tekintettek Venusszal. A nap neve hollandul Vrijdag, angolul Friday, németül Freitag stb.,
A magyar szombat, a német Samstag, a francia samedi és az orosz суббота napnevek mind a zsidó sabbát (שבת) napnévből erednek.
Régen a kereszténységben általános volt, hogy a vasárnap volt a hét első napja, mert ezen a napon támadt fel Jézus. (A kereszténységben ezért ünnep a vasárnap.) Az orosz воскресенье valóban a воскресение = feltámadás szó módosult alakja. A magyar vasárnap pedig valóban vásárnapot jelent, mert régen a vásárokat ezen a napon tartották. A francia dimanche forrása a latin „dies Dominicus” = „az Úr napja” kifejezés. Ebből ered – összeolvadásból – egy „diominicu” kifejezés. Ez a francia elnevezés eredetije.
A perzsában a hét első napja a szombat, melynek neve šanbe; az ezutáni napokat a számnevek segítségével képzik: yekšanbe, došanbe, sešanbe, čahâršanbe, panğšanbe (a yek, do, se, čahâr, panğ jelentése: egy, kettő, három, négy, öt; az öt jelentésű szó indoeurópai nyelv révén rokon a mi szláv eredetű péntek szavunkkal, de itt a csütörtök az ötödik nap). Külön neve a pénteknek van: ğom'e, ez arab eredetű, vélhetően rokon a „dzsámi” szóval, ami a pénteki ima helye. Dusanbe városának neve hétfőt jelent, ekkor tartották ott a vásárt.

## Helységnevek, amelyek egy nap nevét tartalmazzák
A magyar ún. névterületen, vagyis Magyarország történelmi területén és vonzáskörzetében, Európában egyedülálló módon, számos helység arról a napról kapta a nevét, amelyen ott a heti vásárt tartották. A planétáris napnevek használata hazánkban az Árpád-kor végén már kihalóban volt, vagyis ezek a nevek feltehetőleg nem annál későbbi keletkezésűek.
A Magyar nagylexikon  szerint a hét napjainak magyar nevét a következő helységnevek tartalmazzák:
- Hétfő: (nincs ilyen helységnév)
- Kedd (ked {\displaystyle \to } ket): Felsőkethely, Kéthely, Rábakethely, Répcekethely, Tardoskedd, Vérteskethely
- Szerda (szereda): Alsószerdahely, Bodrogszerdahely, Csíkszereda, Drávaszerdahely, Dunaszerdahely, Felsőszerdahely, Kaposszerdahely, Kisszerdahely, Kőszegszerdahely, Magyarszerdahely, Muraszerdahely, Nyárádszereda, Nyitraszerdahely, Szerdahely, Tótszerdahely, Vágszerdahely
- Csütörtök: Csallóközcsütörtök, Csütörtökhely, Detrekőcsütörtök, Szepescsütörtök, Vágcsütörtök
- Péntek: Kerkapéntekfalu, Oláhpéntek, Péntekfalu, Pénteksúr, Szászpéntek
- Szombat: Alsószombatfalva, Bakonyszombathely, Erdőszombattelke, Felsőszombatfalva, Keletifelsőszombatfalva, Kisszombat, Krassószombat, Lentiszombathely, Magyarszombatfa, Magyarszombathely, Mezőszombattelke, Muraszombat, Nagyszombat, Németszombathely, Nyugotifelsőszombatfalva, Ószombat, Pórszombat, Rimaszombat, Szepesszombat, Szombatfa, Szombatfalva, Szombathely, Szombati, Szombatság, Zalaszombatfa stb.
- Vasárnap: nincs ilyen helységnév – a vásár szót tartalmazó nevek (Aknavásár, Alsóvásárd, Asszonyvására, Balavásár, Drávavásárhely, Erdőoláhvásárhely, Erdővásárhely, Felsővásárd, Fugyivásárhely, Gézavására, Gyerővásárhely, Hódmezővásárhely, Jászvásár, Kékesvásárhely, Kézdivásárhely, Kisvásárhely, Lendvavásárhely, Marosvásárhely, Martonvásár, Mirkvásár, Oláhvásárhely, Pétervására, Sárvásár, Somlóvásárhely, Szászvásár, Torontálvásárhely, Újvásár, Vásárhely, Vásáros, Vásárosbéc, Vásárosdombó, Vásárosfalu, Vásárosmiske, Vásárosnamény, Vásárosszentgál, Vásárostelke, Vásárút, Zsilvásárhely) nem ebbe a kategóriába tartoznak